# Todd Harrell
Todd Harrel, född 13 februari 1972, är en amerikansk musiker, basist i rockbandet 3 Doors Down.